# Meppel
Meppel  város és alapfokú önkormányzatú közigazgatási egység, azaz község Hollandiában, Drenthe tartományban. Lakosainak száma 34 386 fő (2021. január 1.).

## Földrajza
Meppel Westerveld és De Wolden községekkel határos.

## Háztartások száma
Meppel háztartásainak száma az elmúlt években az alábbi módon változott:
| Háztartások száma | 14 146 | 14 214 | 14 293 | 14 444 | 14 421 | 14 474 |
|                   | 2010   | 2011   | 2012   | 2013   | 2014   | 2015   |

## A város híres szülöttei
- Petrus Kiers (1807– Amszterdam, 1875) holland festőművész, rajzoló, lenyomatkészítő és fotográfus.